# تيراتون بونماتان
ثيراثون بونماثان (بالتايلندية: ธีราทร บุญมาทัน) (6 فبراير 1990 ببانكوك في تايلاند - ) هو لاعب كرة قدم تايلندي في مركز الظهير. شارك مع منتخب تايلاند تحت 20 سنة لكرة القدم ومنتخب تايلاند تحت 23 سنة لكرة القدم ومنتخب تايلاند لكرة القدم. أما مع النوادي، فقد لعب مع نادي بوريرام يونايتد ونادي موانغتونغ يونايتد وRajpracha F.C. ‏.

## روابط خارجية
- تيراتون بونماتان على موقع رابطة كرة القدم اليابانية للمحترفين (اليابانية)
- تيراتون بونماتان على موقع ناشيونال فوتبول تيمز (الإنجليزية)
- تيراتون بونماتان على موقع Soccerbase.com (لاعب) (الإنجليزية)
- تيراتون بونماتان على موقع Soccerway.com (الإنجليزية)
- تيراتون بونماتان على موقع عالم كرة القدم.نت (الإنجليزية)